# Wspólnota administracyjna Reichenbach/Vogtl.
Wspólnota administracyjna Reichenbach/Vogtl. (niem. Verwaltungsgemeinschaft Reichenbach/Vogtl.) – wspólnota administracyjna w Niemczech, w kraju związkowym Saksonia, w powiecie Vogtland. Siedziba wspólnoty znajduje się w mieście Reichenbach im Vogtland. Do 29 lutego 2012 w okręgu administracyjnym Chemnitz.
Wspólnota administracyjna zrzesza jedną gminę miejską oraz jedną gminę wiejską: 
- Heinsdorfergrund
- Reichenbach im Vogtland